# کوری بنت
کوری بنت (انگلیسی: Cory Bent؛ زادهٔ ۱۴ مهٔ ۱۹۹۷) بازیکن فوتبال است.